# Шинкарук, Фёдор Гурьевич
Фёдор Гурьевич Шинкарук (27 июня 1911, Орлово, Подольская губерния — 6 сентября 2006, Рубцовск, Алтайский край) — советский хозяйственный деятель, Герой Социалистического Труда.

## Биография
Родился в 1911 году в. Член КПСС с года.
С 1923 года — на хозяйственной работе. В 1923—1962 гг. — мельник, агроном в Восточной Сибири, красноармеец, агроном-семеновод и старший агроном в Мамонтовском и Суетском зерносовхозах Алтайского края, участник советско-финской войны, участник Великой Отечественной войны, командир роты автоматчиков, самоходной батареи, танковой роты, разведгруппы, начальник химической службы полка, помощник начальника штаба артиллерийского полка, старший агроном в совхозе «Совруно» Ипатовского района Ставропольского края, старший агроном племенного овцеводческого совхоза «Степок» Министерства совхозов СССР в Барвенковском районе Харьковской области Украинской ССР, главный агроном в Учумском племовцесовхозе Ужурского района Красноярского края.
Указом Президиума Верховного Совета СССР от 3 мая 1948 года присвоено звание Героя Социалистического Труда с вручением ордена Ленина и золотой медали «Серп и Молот».
Умер в Рубцовске в 2006 году.